# Goodyera colorata
Goodyera colorata är en orkidéart som först beskrevs av Carl Ludwig von Blume, och fick sitt nu gällande namn av Carl Ludwig von Blume. Goodyera colorata ingår i släktet knärötter, och familjen orkidéer. Inga underarter finns listade i Catalogue of Life.